# Leytron
Leytron is een plaats in Zwitserland. Het ligt in het Rhônedal met de stroom mee op dezelfde hoogte als Riddes.
Bovernier · Fully · Isérables · Leytron · Martigny · Martigny-Combe · Riddes · Saillon · Saxon · Trient
- Historisch woordenboek van Zwitserland: 002731
- Virtual International Authority File: 238774312
- WorldCat: E39PBJh8RhC6vP9PcWC33BdvpP